# خیابان سعدی
خیابان سعدی (با نام سابق خیابان لختی‌ها) با شماره‌گذاری معابر خیابان ۲۷۵ تهران یکی از خیابان‌های قدیمی تهران است که در منطقه ۱۲ شهرداری تهران واقع شده است و جهت شمالی-جنوبی دارد. خیابان سعدی از شمال، از دروازه دولت شروع شده و در جنوب به خیابان ناصرخسرو ختم می‌شود. این خیابان در منطقه طرح ترافیک راهنمایی و رانندگی تهران بزرگ واقع شده است. پیش از آن‌که نام سعدی را بر این خیابان بگذارند، آن را به نام «لختی‌ها» می‌شناختند. این خیابان از محله‌های مختلفی عبور می‌کند و به دلیل موقعیت مرکزی خود، دسترسی مناسبی به دیگر نقاط شهر دارد.
اولین ساختمان برای بورس اوراق بهادار در ایران، در سال ۱۳۴۶ در خیابان سعدی دایر شد.

## تاریخچه
خیابان سعدی روزگاری به خیابان «لختی‌ها» معروف بود. ناصر نجمی در کتاب ایران قدیم و تهران قدیم دربارهٔ نام خیابان سعدی آورده است: «یکی از خیابان‌هایی که پس از احداث خیابان لاله‌زار به‌وجود آمد، خیابان لختی بود. علت این نامگذاری این بود که در بیشتر ساعات شبانه‌روز شاید به اندازه تعداد انگشتان، آدم از این خیابان عبور و مرور نمی‌کرد و نه‌تنها شب‌ها بلکه هنگام روز هم دزدان و شب‌روها مردم را لخت و جیب‌هایشان را خالی می‌کردند. به همین جهت به آن خیابان لختی می‌گفتند.»
سعید نفیسی هم از مورخانی است که نظری مشابه او دارد و گفته است: «در گذشته این خیابان بسیار خلوت بود و رفت‌وآمد در آن کم. در سراسر آن یک دکان هم قرار نداشت. البته با توجه به سایر اسناد باید گفت این راسته در اواخر سلطنت قاجاریه و اوایل پهلوی، خیابانی خلوت و عاری از سکنه بود و رفت‌وآمد در آن محل کم بود تا آن‌جا که در روز روشن، در خیابان جیب‌برها آدم را لخت‌می‌کردند و به همین دلیل کسی جرأت نداشت پا به خیابان بگذارد.»
جعفر شهری در کتاب خود طهران قدیم آورده که «با تأسیس کمپانی سینگر در این خیابان، نخستین ساختمان جدید در این راسته، باعث حرکت و تشویق برای دیگران شد تا بناهای دیگری در این خیابان برپا شود. از دیگر ساختمان‌های شناخته‌شده خیابان سعدی، ساختمان خودرو سنگین آمریکایی دوج بود که با ورود این شرکت و ساخت ساختمان‌های خصوصی، این خیابان نام تاریخی «لختی‌ها» را از دست داد و به سعدی، شاعر بلندآوازه شیراز معروف شد؛ شاعر ایرانی قرن هفتم که شعر «بنی‌آدم اعضای یکدیگرند که در آفرینش زیک گوهرند/ چو عضوی به درد آورد روزگار، دگر عضوها را نماند قرار» از او بر سر در ساختمان اصلی سازمان ملل متحد حک شده است.»

## مترو
ایستگاه‌های مترو سعدی و دروازه دولت در این خیابان قرار دارند.